# Жанакуш (Толебійський район)
Жанаку́ш (каз. Жаңакүш) — село у складі Толебійського району Туркестанської області Казахстану. Входить до складу Зертаського сільського округу.
У радянські часи село називалось Тогуз.
Населення — 154 особи (2021; 253 у 2009, 152 у 1999, 107 у 1989).